# Bombus sichelii
Bombus sichelii (saknar svenskt namn) är en insekt i överfamiljen bin (Apoidea) och släktet humlor (Bombus) som lever i Mellaneuropa, Balkan och Nordasien.

## Beskrivning
En tämligen liten art med medellång tunga (8–12 mm): Drottningen blir 17–19 mm lång, arbetarna 9–13 mm och hanen 13–14 mm. Hos honorna är mittpartiet av mellankroppen svart, i övrigt är kroppsdelen blekgul. Bakkroppen har första tergiten vitt, den andra blekgult över krämfärgat till blekbrunt med inblandning av svarta hår längs bakkanten, samt 4:e och 5:e tergiterna blekt orange. Hanarna påminner om honorna men är gulare än dessa. Till skillnad från förväxlingsarten Bombus pyrenaeus fortsätter inte mellankroppens blekgula färg på undersidan.

## Ekologi
Den övervintrande drottningen kommer fram sent i april till tidigt i juni för att bygga ett bo, vanligen underjordiskt i ett övergivet smågnagarbo eller liknande. Boet kan som mest innehålla 80 till 150 individer. De unga könsdjuren (drottningar och hanar) kommer fram i början av augusti. Arten är en bergsart som kan gå upp till 2 800 meters höjd. Den besöker ett flertal blommor, bland annat klövrar och kråkvicker.

## Utbredning
Bombus sichelii finns i Pyreneerna, Alperna, Balkan österut till norra Kina (Inre Mongoliet, Heilongjiang, Jilin, Liaoning, Hebei, Shanxi, Gansu, Qinghai och Sichuan).

## Taxonomi
Arten betraktas ibland som en synonym till Bombus erzurumensis.